# Sabero (kommun)
Sabero är en kommun i Spanien.   Den ligger i provinsen Provincia de León och regionen Kastilien och Leon, i den norra delen av landet, 290 km norr om huvudstaden Madrid. Antalet invånare är 1 353.